# خفاش گوش‌قیفی برزیلی
خفاش گوش‌قیفی برزیلی (نام علمی: Natalus espiritosantensis) نام یک گونه از شاخه طنابداران است.